# Col de la Madeleine
Col de la Madeleine (2000, też 1993 m n.p.m.) – przełęcz we francuskich Alpach w departamencie Sabaudia. Oddziela masyw Lauzière (fr. Massif de la Lauzière), zaliczany do grupy górskiej Belledonne, od grupy górskiej Vanoise. Stanowi połączenie między regionami:Tarantaise w dolinie rzeki Isère (na północy) oraz Maurienne w dolinie rzeki Arc (na południu). Szerokie, halne siodło otwiera się pomiędzy szczytami Gros Villan (2746 m n.p.m.) w masywie Lauzière oraz Cheval Noir (2832 m n.p.m.).

## Droga przez przełęcz
Droga, otwarta w 1969 r., łączy La Chambre koło Saint-Jean-de-Maurienne w regionie Maurienne (na południu) z La Léchère koło Moûtiers w dolinie rzeki Isère (na północy). Podjazd od strony południowej (od La Chambre) liczy 19,3 kilometrów o średnim nachyleniu 8 procent. Podjazd północny to 28,3 kilometrów o średnim nachyleniu 5,4 procent. Przełęcz jest zamknięta dla ruchu od listopada do początku czerwca.

## Walory turystyczne
Na przełęczy znajduje się parking, a obok punkt widokowy z tablicami pomagającymi rozpoznać panoramę. Na północnym wschodzie widoczny jest masyw Mont Blanc, na południu rozległa grupa Écrins, a na południowym zachodzie masyw Grandes Rousses. Na przełęczy restauracja Chalet de la Madeleine. Węzeł szlaków turystycznych (pieszych i rowerowych). Zimą niewielki ośrodek narciarski (w otoczeniu działa kilka kolei krzesełkowych).

## Tour de France
Przełęcz była wielokrotnie używana w wyścigu Tour de France (ponad 20 razy), ostatni raz w 2010 roku, co czyni ją jedną z najsłynniejszych przełęczy wyścigu.